# Edsbacka krog

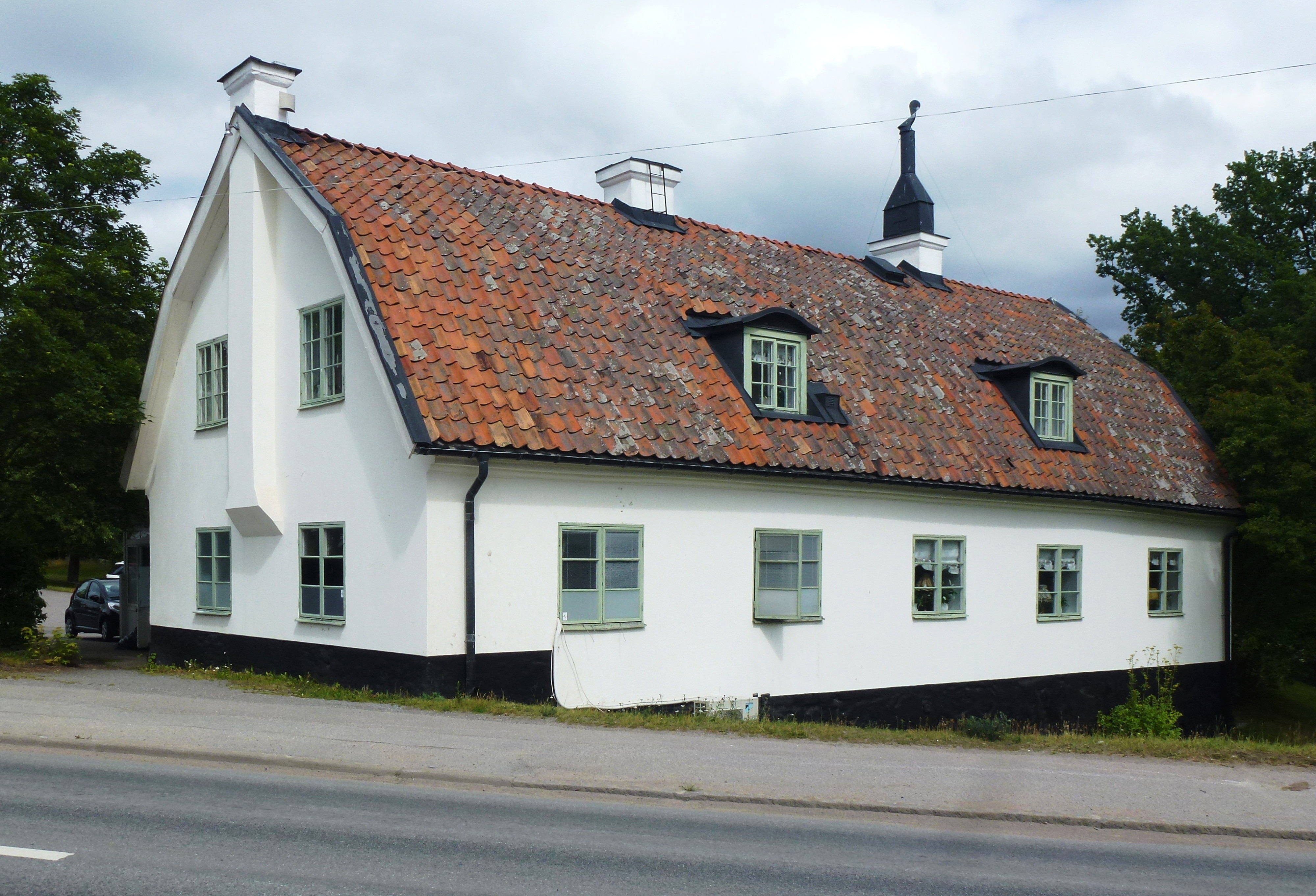
Edsbacka Wärdshus, juni 2014

Edsbacka krog (tidigare även Edsbacka Wärdshus) är en krog vid havsviken Edsviken strax väster om Edsbergs slott i Sollentuna. Den drevs fram till 2008 av krögaren Christer Lingström och var den första restaurang i Sverige som fick två stjärnor i Guide Michelin (före detta Guide Rouge). Medlem av Les Grandes Tables du Monde. Restaurangen bytte ägare och krögare 2010 och förlorade således sina tidigare stjärnor. Restaurangen drevs fram till mars 2020 under namnet Edsbacka Wärdshus. I och med ett nytt ägarbyte i december 2020 där även en renovering genomfördes under vintern 2020/2021 har restaurangen från våren 2021 återfått namnet Edsbacka Krog. Edsbacka Krog har under Q1 2025 fått ny ägare och är tills vidare stängd.

## Historik
Krogen grundades 1626 av proviantmästaren Henrik Olofsson. Han lät även uppföra Edsbergs gård (föregångaren till Edsbergs slott) och Landsnora kvarn. Av kung Gustav II Adolf fick Olofsson ett privilegiebrev som gav honom rätt att inrätta ett värdshus vid Edsbacka, intill landsvägen mellan Stockholm och Uppsala. En kopia av det kungliga privilegiebrevet, som var det första i sitt slag, hänger idag på väggen i krogens entré. Man fick 1633 av drottning Kristinas förmyndarregering rätt att även erbjuda nattlogi för vägfarande och stallplats och foder för deras hästar. Som på många andra platser där det serveras sprit förekom mycket bråk och våld vid Edsbacka krog, och år 1853 beslutade länsstyrelsen att man inte längre skulle ha tillstånd att servera sprit, endast mat, öl och andra drycker fick förekomma. Baron Claes Reinhold Rudbeck på Edsbergs slott, som drev krogrörelsen med hjälp av anställda krögare och krögerskor, blev 1872 tvungen att upphöra med verksamheten på grund av det minskande gästantalet. Därefter inrymde lokalerna en småskola för södra Sollentuna och efter 1893 fanns statarbostäder i huset.

## Nutid

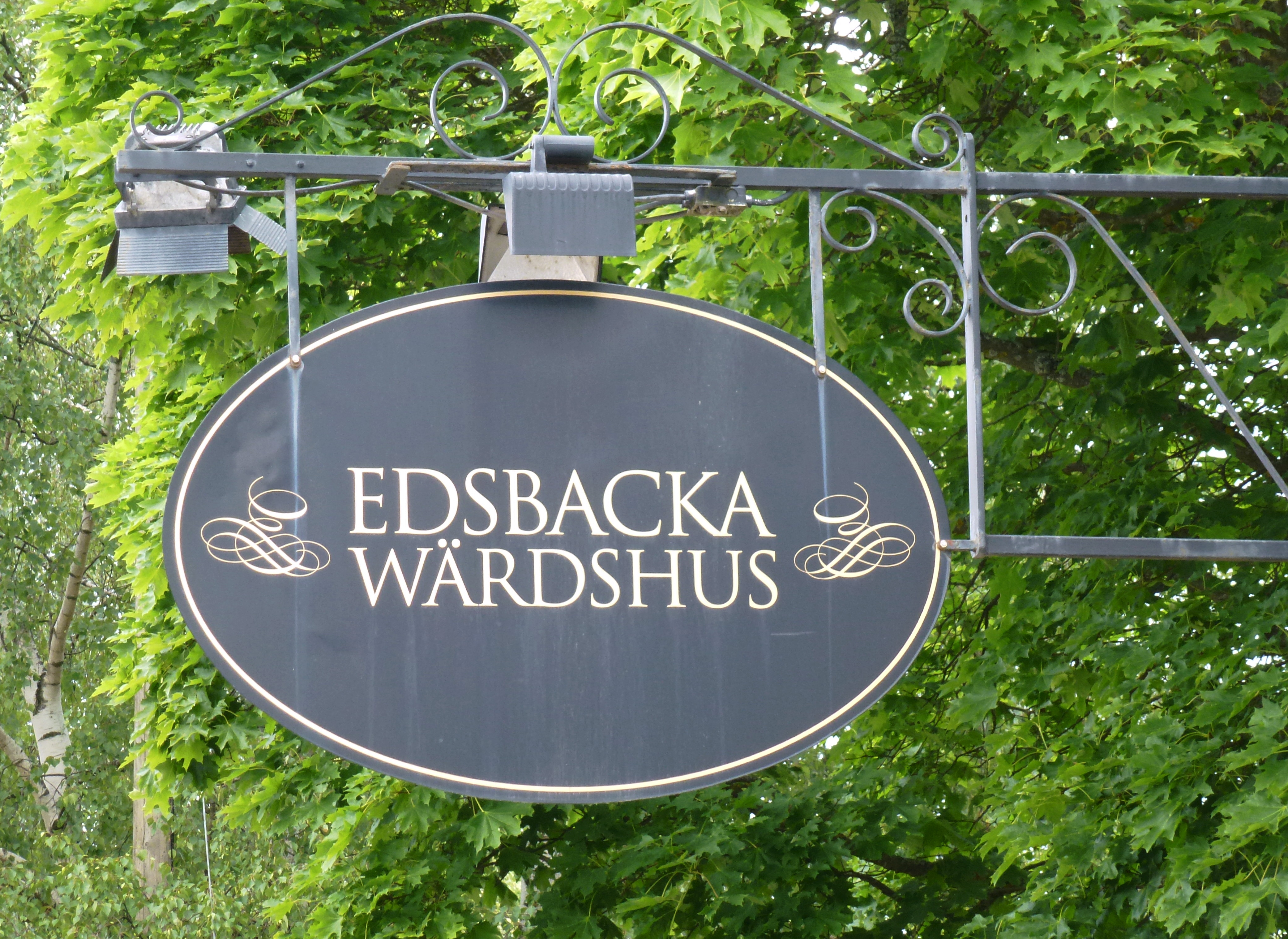
Edsbacka Wärdshus skylt

På valborgsmässoaftonen 1983, 111 år efter stängningen, öppnade Christer Lingström åter en krog på platsen. Återinvigningen av Edsbacka skedde efter en renovering av byggnaden, inledd 1982, och redan från början hade Lingström, då kock på Riche under Werner Vögeli, en hög ambitionsnivå för sitt nyöppnade Edsbacka, som han hade valt för sin nyetablering eftersom det var Sveriges äldsta existerande krogbyggnad. Efter några ekonomiskt svåra år i början utsågs Lingström 1985 till Årets kock och därefter följde ytterligare utmärkelser. Edsbacka fick sin första Michelin-stjärna 1992 och den andra 2000, och har till 2009 lyckats behålla den. År 1994 uppförde en anslutande paviljong som rymmer 80 gäster och 1995 byggdes köket om till att bli ett av de modernaste i sitt slag. 2002 tillkom en filial tvärs över Sollentunavägen, en typisk bakficka, som heter Edsbacka Bistro.
Den 1 november 2008 lämnade Christer Lingström Edsbacka efter 26 år som krögare. Krogen togs istället över av personalen under ledning av kökschefen Fredrik Pettersson, och lyckades i 2009 års utgåva av Michelinguiden behålla sin två-stjärniga status. I april 2010 öppnades en ny restaurang under namnet Edsbacka Wärdshus med en mer värdshusbetonad verksamhet. I samband med ägarbyte i december 2020 och därpå följande omdaning har namnet återgått till Edsbacka Krog.

## Bilder

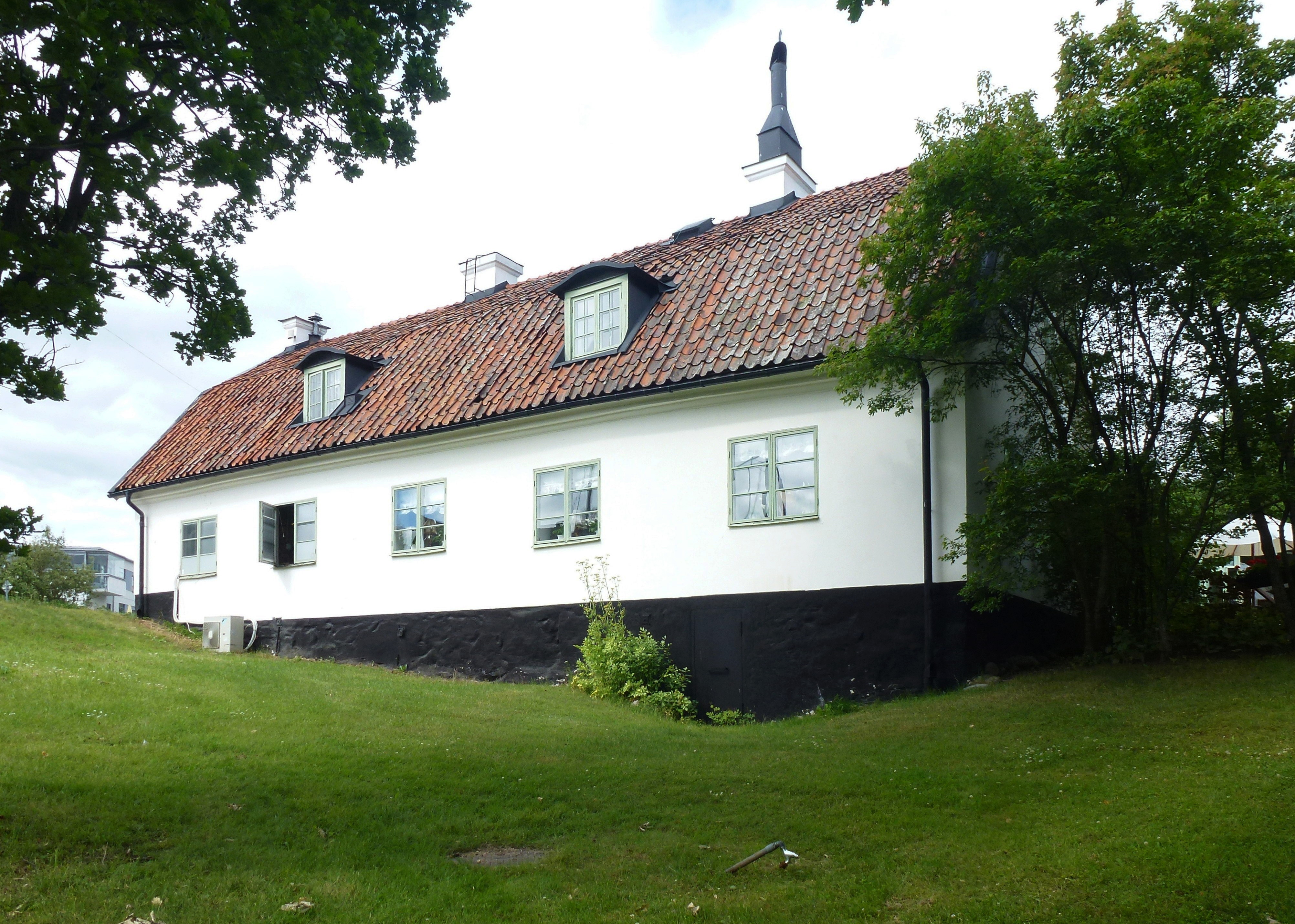
Gamla husdelen
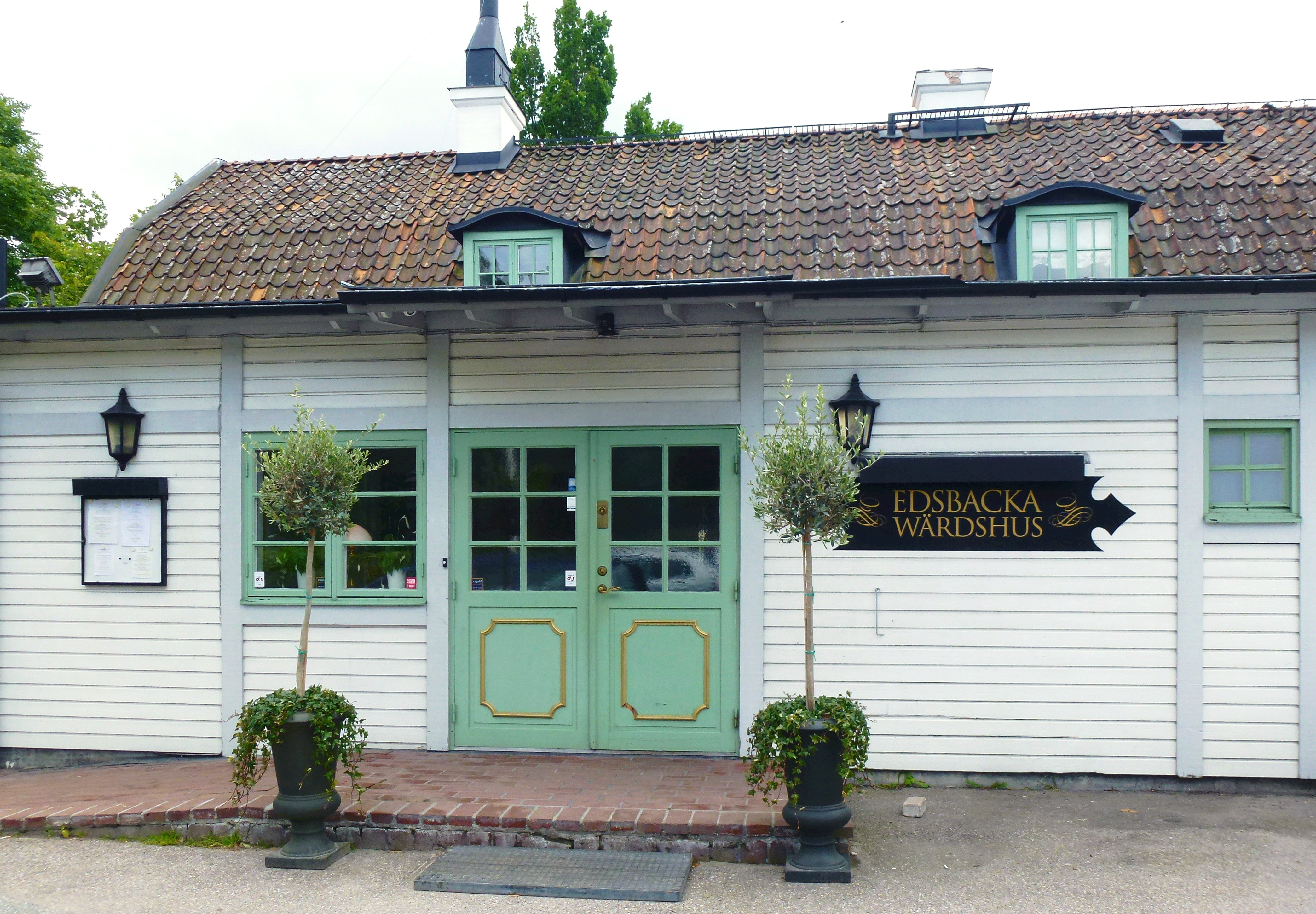
Tillbyggnad med entrén
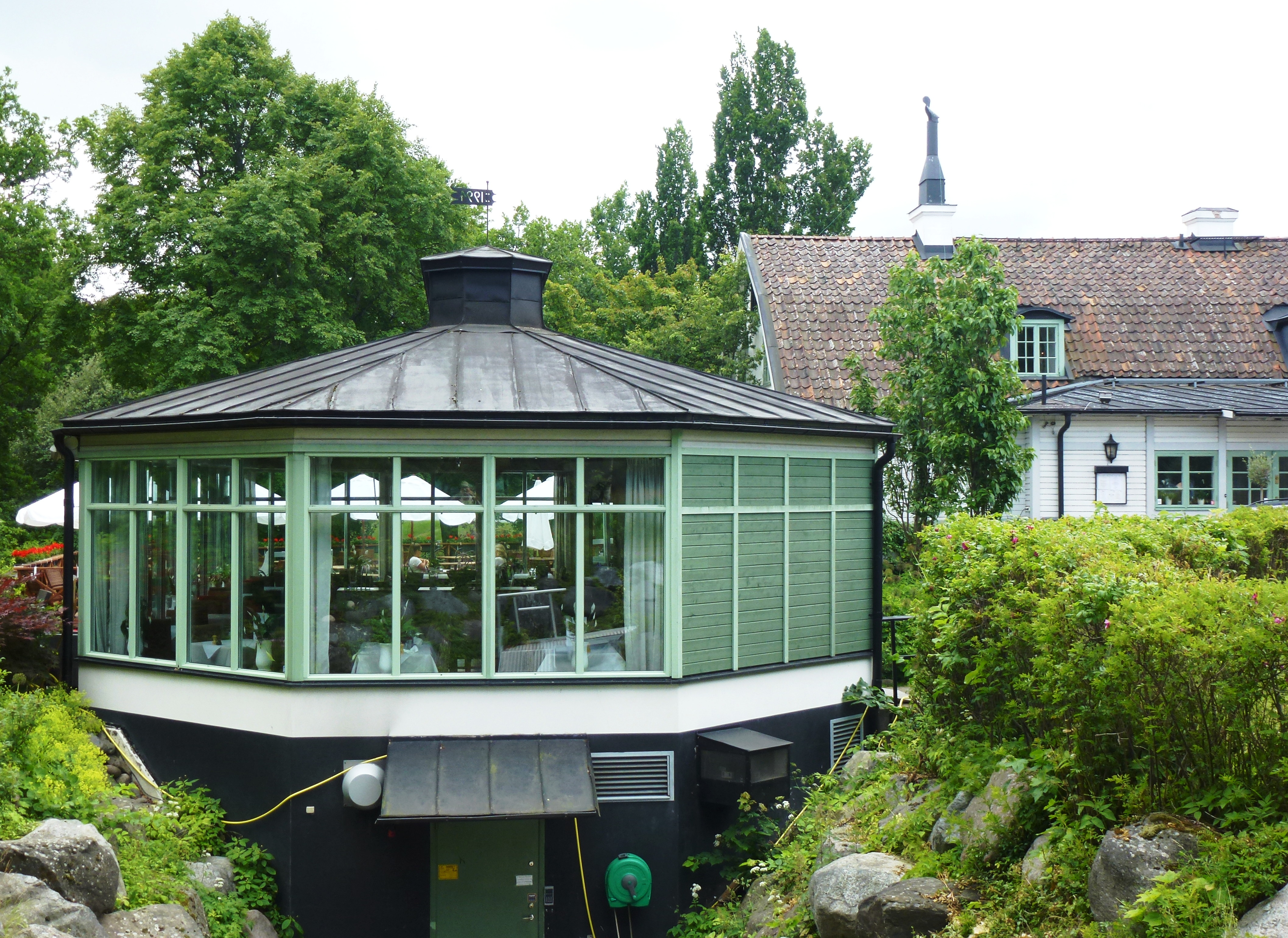
Paviljongen
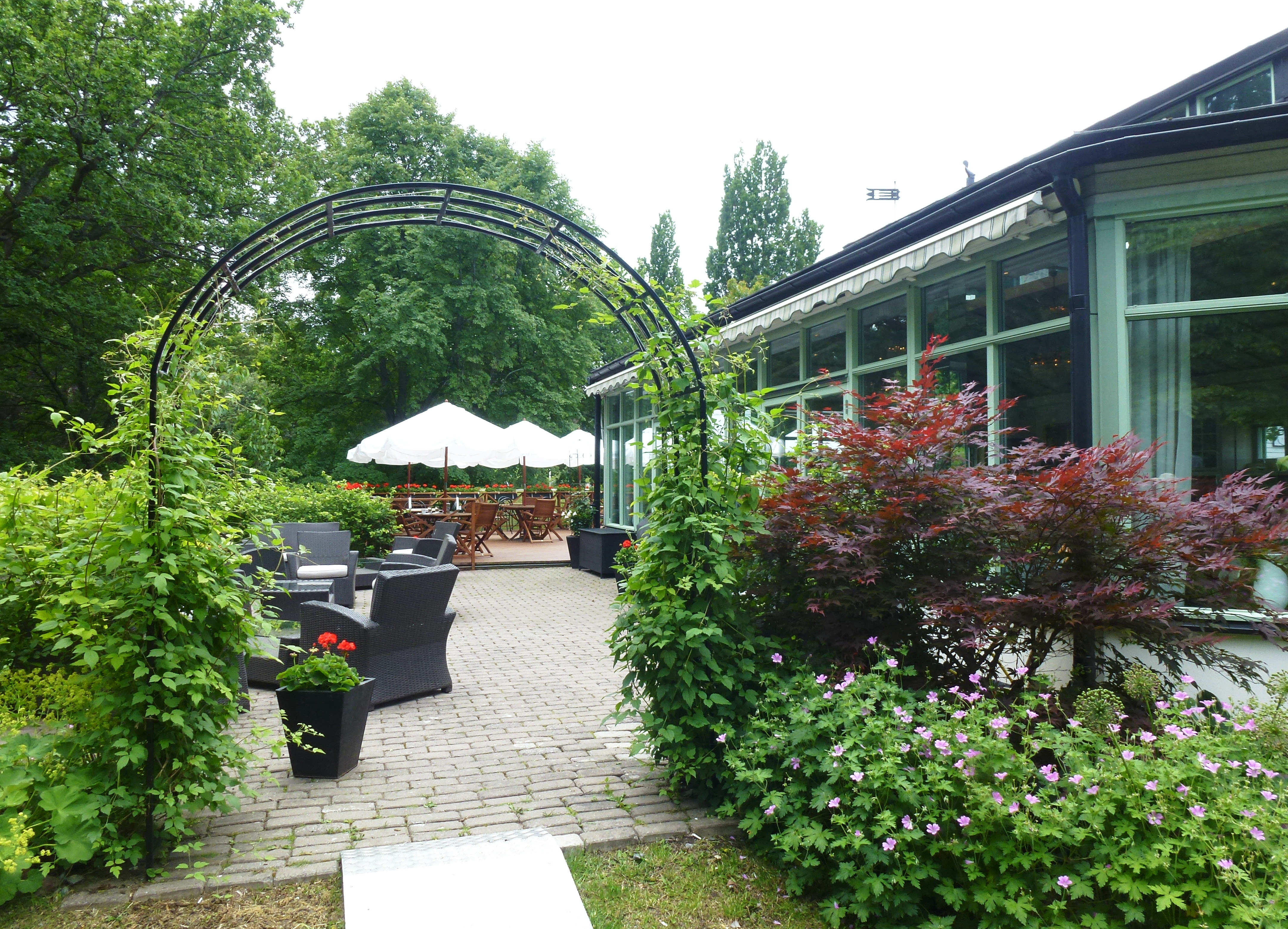
Uteserveringen